# Röda bilarna

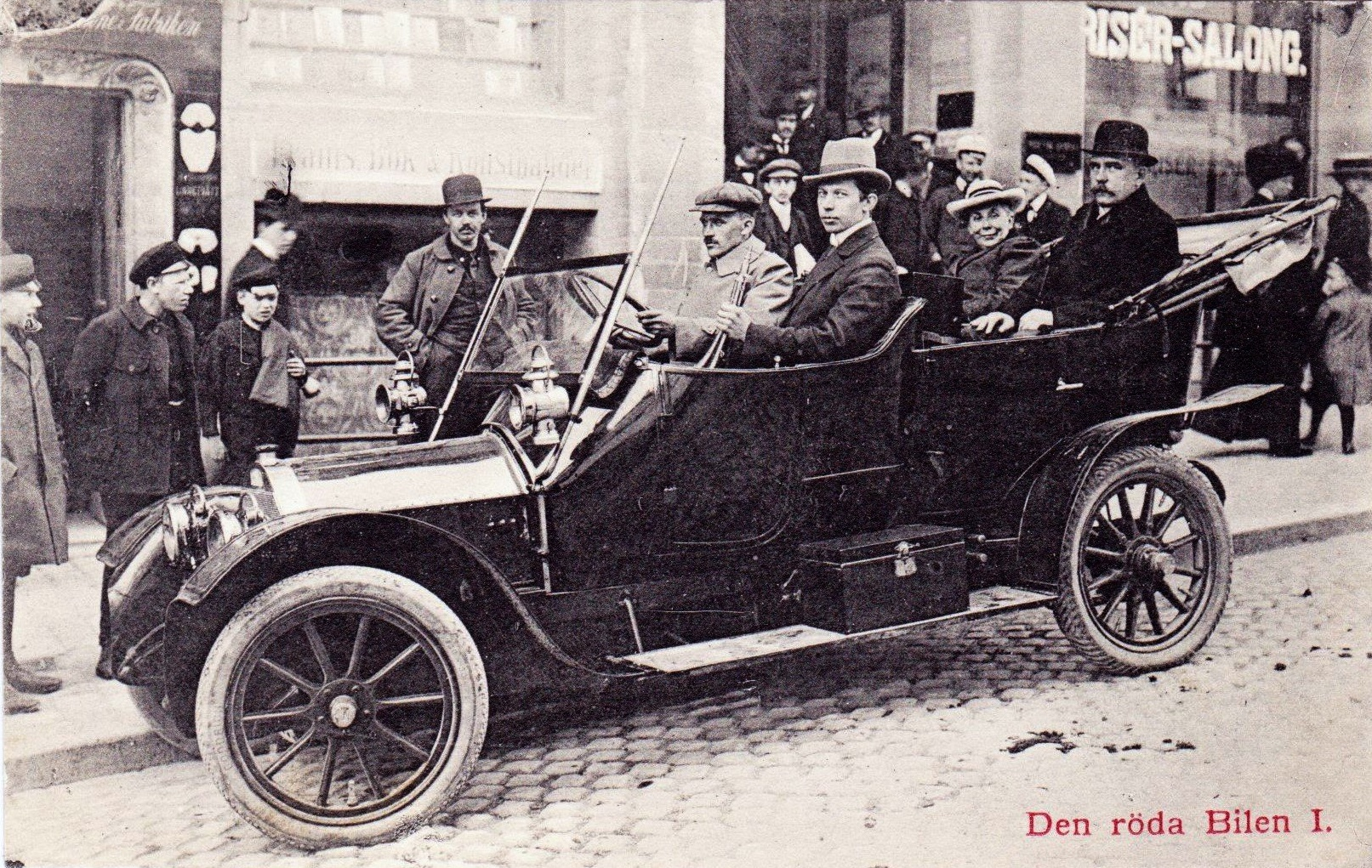
En av de röda bilarna 1911 av märket Mathis och de tre socialdemokratiska passagerarna Kata Dalström, Carl Natanael Carleson och Hjalmar Gustafson.

Röda bilarna kallades de bilar som Socialdemokraterna i Sverige använde under ett antal val i början av 1900-talet för att bedriva propaganda och frakta runt agitatorer.
I samband med valet 1911 föreslog Socialdemokratiska ungdomsförbundet att man skulle köpa in bilar som kunde användas för att sprida partiets budskap. Bilarna blev ett effektivt sätt att marknadsföra socialdemokratisk politik och eftersom bilarna i sig skapade uppmärksamhet kom många nyfikna besökare bara för att se de nymodiga automobilerna. Vissa av bilarna var målade röda men många bar också sin originallack, som på den här tiden oftast var svart. Ute på landsbygden kunde de vara den första bilen som besökte orterna och för sin tid var de effektiva ekipage för att transportera runt agitatorer. I Stockholm användes bilarna istället för att rulla runt med propagandaskyltar. Svenska folkförbundet försökte efterlikna propagandan genom sina Blå bilar som turnerade med borgerliga agitatorer inför valet, men de uppmärksammades inte på samma sätt. Fortfarande vid valet 1924 användes begreppet röda bilarna för socialdemokratiska valarbetare som reste runt i landet för att propagera, även om bilar vid den här laget inte var en nymodighet och uttrycket användes då mest av högerpressen.